# 大馬神社
大馬神社（おおまじんじゃ）は三重県熊野市井戸町に鎮座する神社。熊野市を流れる井戸川上流に位置し、麓には里宮が鎮座する。狛犬がなく熊野灘に面する七里御浜にある獅子岩が狛犬とされる。

## 概要

### 祭神
天照大御神 (あまてらすおおみかみ)
水波能売神 (みずはのめのかみ)
天児屋根命 (あめのこやねのみこと)
譽田別命 (ほんだわけのみこと)
仁徳天皇 (にんとくてんのう)
神武天皇 (じんむてんのう)
大山祗命 (おおやまつみのみこと)
坂上田村麿将軍 (さかのうえのたむらまろしょうぐん)
白馬大明神 (はくばだいみょうじん)
宇賀御霊大神 (うかのみたまのおおかみ)
白龍大神 (はくりゅうおおかみ)
以上の11柱を祀る。

### 由緒
桓武天皇（737-806）の頃、坂上田村麻呂がこの地方を荒らす賊を討ち、賊の頭（かしら）の首を地中に埋め、その上に社殿を作ったのが始まりといわれる。その後、智興和尚がこの話を伝え聞いて参詣しようとしたところ、田村麻呂の霊が現れ、和尚の案内をした。霊は大きな馬に乗っていた事から大馬神社と呼ばれるようになったと伝わる。
坂上田村麻呂が討った賊は、紀伊国室郡に現れた南蛮の夷賊ともいわれるが、三重県熊野市にある鬼ヶ城に残る伝承に出てくる海賊・多娥丸（たがまる）ともいわれる。また、大馬神社の名の由来についても、田村麻呂が大きな馬に乗っていたから、あるいは、田村麻呂の愛馬が一緒に埋められたから、あるいは、「大魔を封じた社」が転じて「大馬」となったからなど諸説ある。由緒の詳細については諸説あり、大馬神社公式ホームページ由緒、現地由緒板、現地案内板の説明でも由緒が微妙に違っているが、おおよその由緒は上記の通りである。

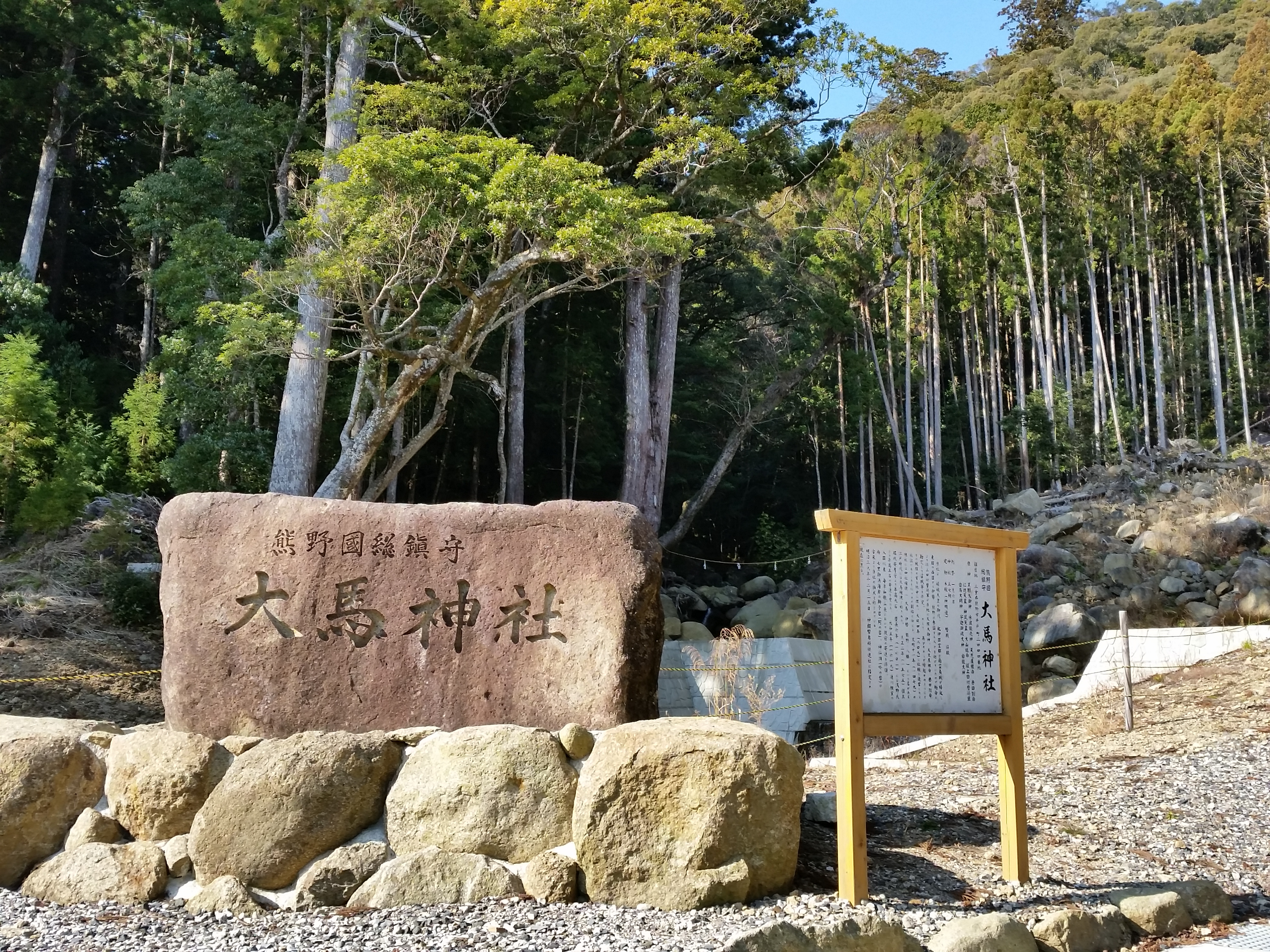
大馬神社の入り口

### 狛犬
三重県熊野市井戸町の熊野灘に面する七里御浜の岬の先端に位置する獅子の頭部に似た形状をした「獅子岩」が狛犬とされる。「獅子岩」は、口を開いている様に見える事から、阿（あ）の岩（雄岩）とされ、獅子岩の南側に位置する神仙洞の岩が吽（うん）の岩（雌岩）とされる。これら「阿吽」の岩が、古来より当社の狛犬と称され敬愛されており、そのため大馬神社には今も狛犬が置かれていない。
「獅子岩」は、2004年7月に、熊野参詣道「伊勢路」にある「熊野の鬼ヶ城附獅子巖」として、ユネスコの世界遺産『紀伊山地の霊場と参詣道』の構成資産の一部に登録されている。

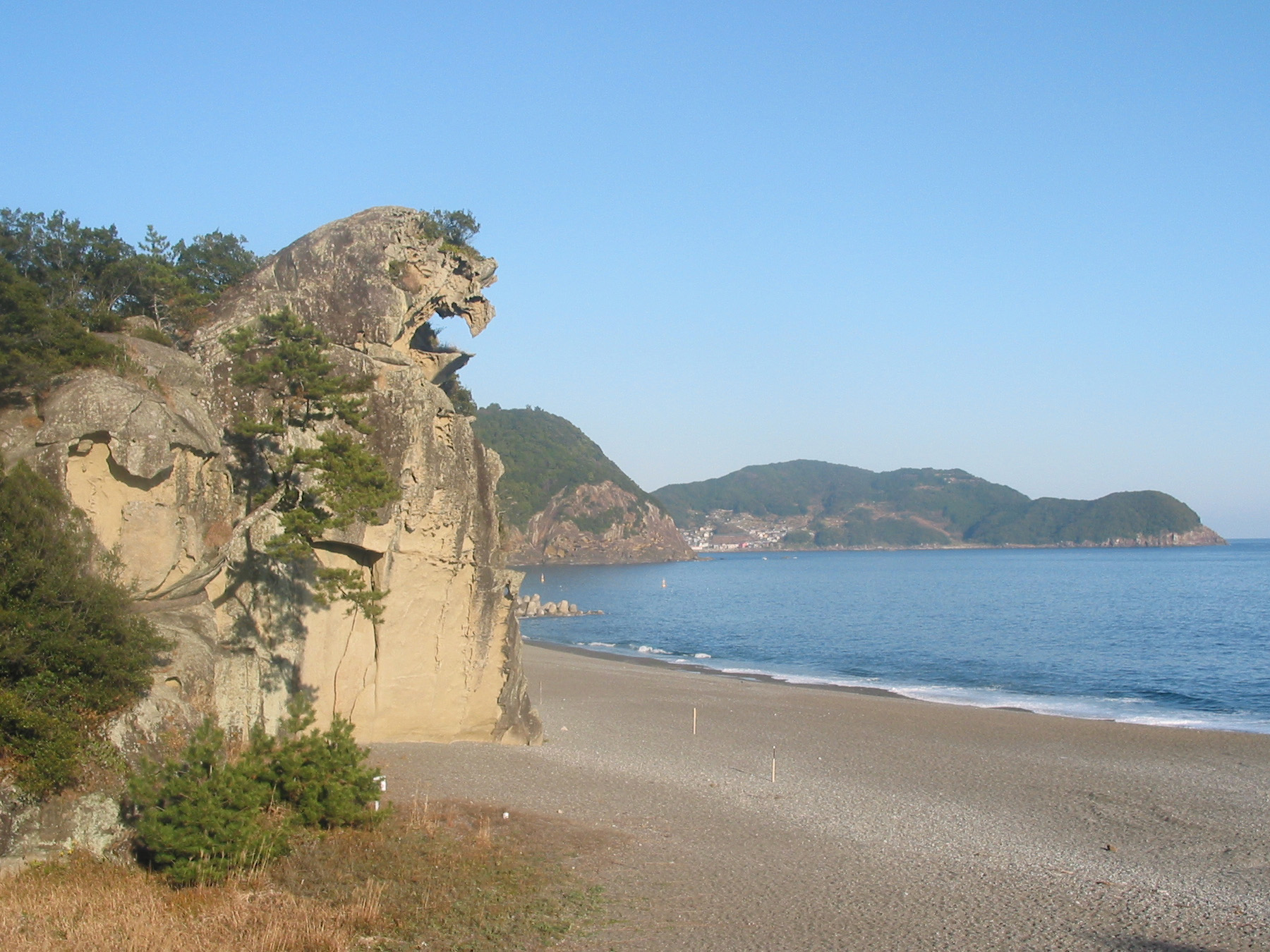
獅子岩

### 弓引き神事
例大祭に一年の平安、豊作、商売繁盛を祈願し「弓引き神事」が行われる。当屋の組から弓引きと矢取りが2名ずつ選ばれる。当日の朝、水垢離によって禊をした後、直垂（ひたたれ）に着替え、２人の弓引きが、的に向け矢を放ち、白装束に黒い烏帽子の男子2人が矢を集めに走る。それを６回繰り返し、計20本の矢が放たれ、最後に矢を空に向け計４本を放ち、弓引き神事が終了する。的までの距離は約１6ｍ、的の大きさは約９０cm。

### 文化財
大馬神社社叢：熊野市指定文化財（天然記念物）：1969年（昭和44年）7月17日指定。
社殿背後の滝を源流とする谷川と、南西の広葉樹を主とする森で形成されている。谷沿いと社殿付近は杉の巨木と広葉樹の高木の混交林で、低木と下草も豊富である。地形上、湿度も高く温帯性の植物と暖地性の植物が混生している。その為、シダ植物、苔台類が豊富で、ミヤマトベラ、サイゴクトキワヤブハギ等の珍しい種類が見られる。

## 所在地
- 本宮：三重県熊野市井戸町4333
- 里宮：三重県熊野市井戸町1（結婚式場・本宮遥拝所）

## 例祭
01月06日：本宮　例大祭
02月03日：節分祭：里宮にて、豆まき、どんと焼きが斎行される。
06月30日：夏越の大祓

## 交通
JR東海紀勢本線 熊野市駅から車で20分。国道４２号線、獅子岩前の交差点を右折、井戸川に沿った県道七色線を北上すると、十分ほどで大馬集落へ向かう道路と分岐している三叉路に出る。右折し、道なりに進み、途中左に向かう、車が一台が通れる山道を登り詰めた場所にある。